# Worthing
Worthing – miasto w Wielkiej Brytanii (południowa Anglia), w hrabstwie West Sussex, nad kanałem La Manche; nadmorska miejscowość wypoczynkowa; przemysł metalowy, chemiczny; muzeum. W 2021 roku liczyło 111 620 mieszkańców. Worthing jest wspomniana w Domesday Book (1086) jako Mordinges/Ordinges.

## Miasta partnerskie
- Les Sables-d’Olonne, Francja
- Elztal, Niemcy